# Districtes del Cantó de Basilea-Camp

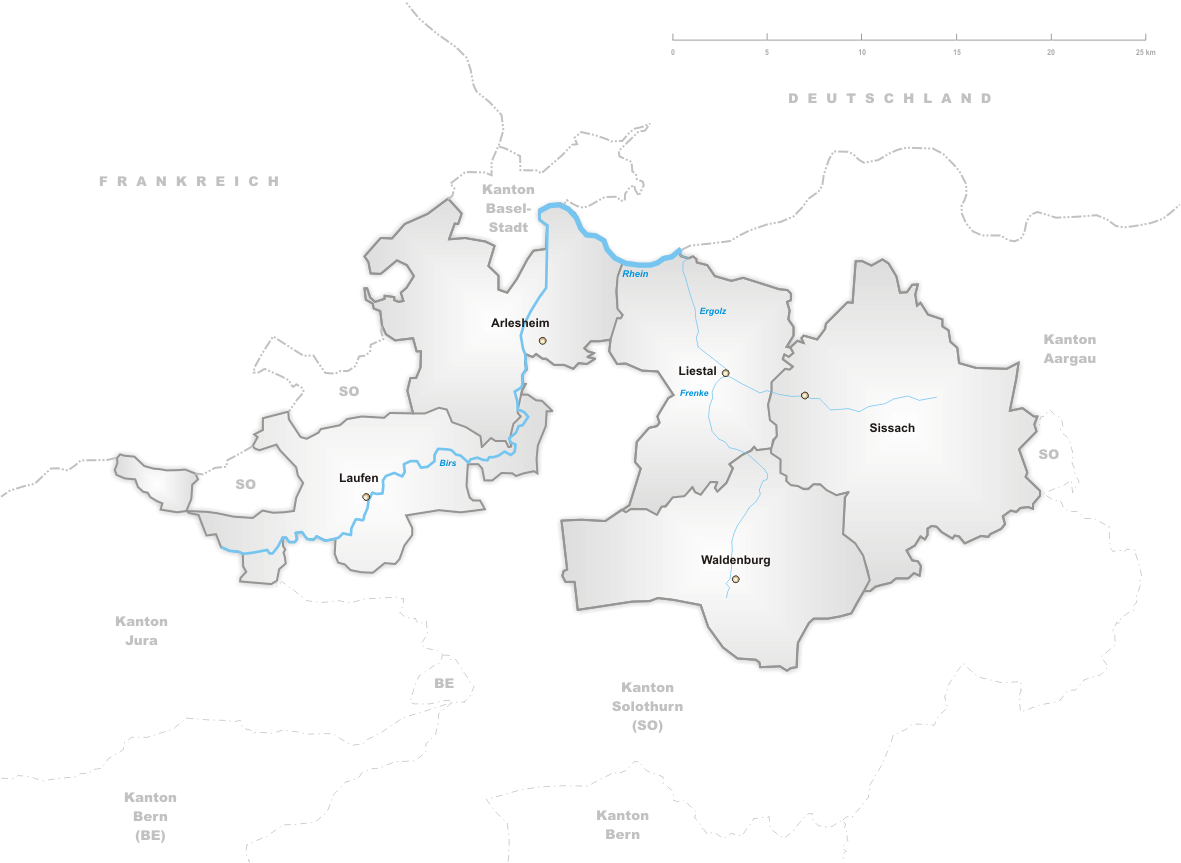
Mapa dels districtes del Cantó de Basilea-Camp

Escut del Cantó de Basilea-Camp

Els Districtes del Cantó de Basilea-Camp (Suïssa) són 5:
| Nom        | Cap        | Nombre de municipis | Població (2007) | Superfície (km²) | Densitat (hab./km²) |
| ---------- | ---------- | ------------------- | --------------- | ---------------- | ------------------- |
| Arlesheim  | Arlesheim  | 15                  | 145316          | 96.24            | 1509.93             |
| Laufen     | Laufen     | 13                  | 18260           | 89.56            | 203.89              |
| Liestal    | Liestal    | 14                  | 55824           | 85.83            | 650.40              |
| Sissach    | Sissach    | 29                  | 32300           | 141.00           | 229.08              |
| Waldenburg | Waldenburg | 15                  | 15466           | 104.93           | 147.39              |
| Total      |            | 86                  | 267166          | 518              | 516.20              |